# Sabrina Windmüller
Sabrina Windmüller (* 13. Oktober 1987 in Walenstadt) ist eine ehemalige Schweizer Skispringerin.

## Werdegang
Windmüller gab am 18. Januar 2006 ihr Debüt im Skisprung-Continental-Cup (COC) und erreichte im italienischen Toblach den 31. Platz. Ein Jahr später konnte sie in Villach erstmals unter die besten 15 springen und erreichte den 13. Platz. Am 8. Februar 2007 erreichte sie in Saalfelden mit dem neunten Platz ihr bis dato höchstes Einzelergebnis. Die Saison 2006/07 beendete sie schliesslich auf dem 34. Platz. In der folgenden Saison konnte sie an ihre Leistungen nicht anknüpfen. Erst zur Saison 2008/09 gelang ihr mit 177 Punkten ein 22. Platz in der COC-Gesamtwertung. Ihre beste Platzierung in der Gesamtwertung erreichte sie in der Saison 2009/10. Bei den Einzelspringen platzierte sie sich meistens zwischen Rang 10 und 20, am 7. März 2010 beim Springen in Zakopane gelang ihr wieder mit Rang neun ein Top-Ten-Ergebnis.
Am 7. Januar 2012 erreichte sie mit ihrem ersten Sieg in einem Einzel-Weltcupspringen in Hinterzarten den grössten Erfolg in ihrer Karriere.
Nach der Saison 2012/13 wurde Windmüller neben Kamil Stoch in die FIS-Athletenkommission gewählt, um dort die Interessen der Skispringerinnen zu vertreten.
Im Sommer 2017 beendete Windmüller nach langer Verletzungspause ihre Karriere.

## Erfolge

### Weltcupsiege im Einzel
| Nr. | Datum          | Ort          | Typ           |
| --- | -------------- | ------------ | ------------- |
| 1.  | 7. Januar 2012 | Hinterzarten | Normalschanze |

### Continental-Cup-Siege im Einzel
| Nr. | Datum             | Ort      | Typ           |
| --- | ----------------- | -------- | ------------- |
| 1.  | 11. Dezember 2015 | Notodden | Normalschanze |
| 2.  | 12. Dezember 2015 | Notodden | Normalschanze |

## Statistik

### Weltcup-Platzierungen
| Saison  | Platz | Punkte |
| ------- | ----- | ------ |
| 2011/12 | 20.   | 130    |
| 2013/14 | 46.   | 029    |
| 2014/15 | 43.   | 004    |
| 2015/16 | 53.   | 001    |

### Grand-Prix-Platzierungen
| Saison | Platz | Punkte |
| ------ | ----- | ------ |
| 2012   | 19.   | 43     |

### Platzierungen
| Saison  | Weltcup | Continental Cup       | FIS-Cup | FIS-Ladies-Grand-Prix | Ladies Cup | Grand Prix |
| ------- | ------- | --------------------- | ------- | --------------------- | ---------- | ---------- |
| 2006/07 | –       | 34.                   | –       | 28.                   | –          | –          |
| 2007/08 | –       | 44.                   | –       | 32.                   | –          | –          |
| 2008/09 | –       | Sommer 19. Winter 22. | –       | –                     | –          | –          |
| 2009/10 | –       | Sommer 21. Winter 19. | –       | 28.                   | –          | –          |
| 2010/11 | –       | Sommer 25. Winter 34. | –       | 13.                   | –          | –          |
| 2011/12 | 20.     | Sommer 35. Winter 27. | –       | –                     | 07.        | –          |
| 2012/13 | –       | Sommer – Winter 21.   | 04.     | –                     | –          | 19.        |
| 2013/14 | 46.     | Sommer – Winter –     | –       | –                     | –          | –          |
| 2014/15 | 43.     | Sommer – Winter 40.   | 09.     | –                     | –          | –          |
| 2015/16 | 53.     | Sommer 11. Winter 1.  | 21.     | –                     | –          | –          |
| 2016/17 | –       | Sommer 21. Winter –   | 22.     | –                     | –          | –          |

## Privates
Sabrina Windmüller ist die ältere Schwester von Bigna Windmüller, die ebenfalls als Skispringerin im Weltcup aktiv war. Sie war Studentin der Swiss School of Tourism and Hospitality (SSTH) in Chur.